# Archocamenta flava
Archocamenta flava är en skalbaggsart som beskrevs av Brenske 1895. Archocamenta flava ingår i släktet Archocamenta och familjen Melolonthidae. Inga underarter finns listade.